# Sternacanthus unifasciatus
Sternacanthus unifasciatus är en skalbaggsart som beskrevs av Aurivillius 1922. Sternacanthus unifasciatus ingår i släktet Sternacanthus och familjen långhorningar. Inga underarter finns listade i Catalogue of Life.